# Долина фракийских правителей
Долина фракийских правителей (болг. Долина на тракийските владетели), также Долина фракийских царей (болг. Долина на тракийските царе) — популярное название, отражающее исключительно высокую концентрацию и разнообразие памятников фракийской культуры в Казанлыкской котловине. Введено в публичное обращение болгарским археологом Георгием Китовым.

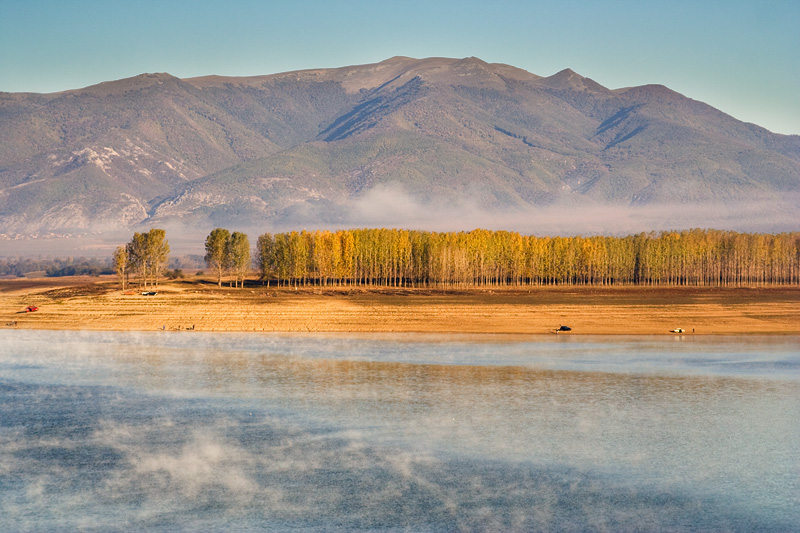
Под водами водохранилища Копринка лежат руины города Севтополь

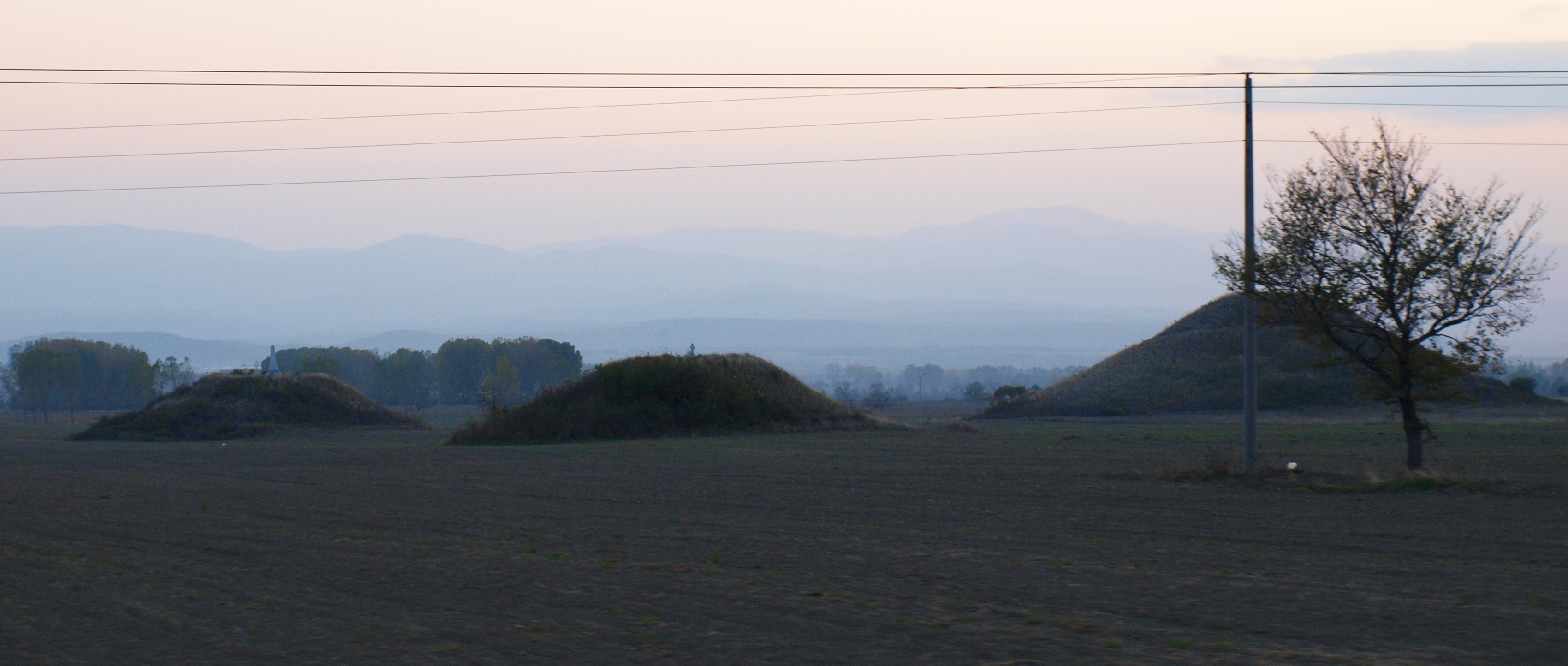
Фракийские курганы — обычное явление в долине

До сих пор только казанлыкская гробница получила мировое признание как памятник, она включена в список объектов всемирного наследия ЮНЕСКО.

## Исследования
Фракийская гробница в Казанлыке открыта в 1944 году. Между 1948 и 1954 годами при строительстве водохранилища Копринка (бывшего водохранилища им. Георгия Димитрова) возле села Копринка изучен древний фракийский город Севтополь. С 1960-х до 1980-х гг. исследован также некрополь города и раскрыты ещё 2 могилы. В течение 1960-х гг. раскрыты Мыглижская и Крынская гробницы, профессор Л. Гетов изучил фракийские могилы римской эпохи возле сел Тулово и Дыбово. В периоде от 1992 до 2006 г. Георгий Китов и его Фракологическая экспедиция могильных исследований (Траколожка експедиция за могилни проучвания) изучили около 200 могил, отражающих похоронные практики фракийцев железной и римской эпох в Казанлыкской котловине.

## Курганные могилы
На её территории предположительно существуют свыше 1500 курганных могил, из них до сих пор исследованы около 300. По мнению исследователей, подобно Долине царей в Египте, в Казанлыкском поле погребены фракийские цари и важные представители фракийской аристократии.

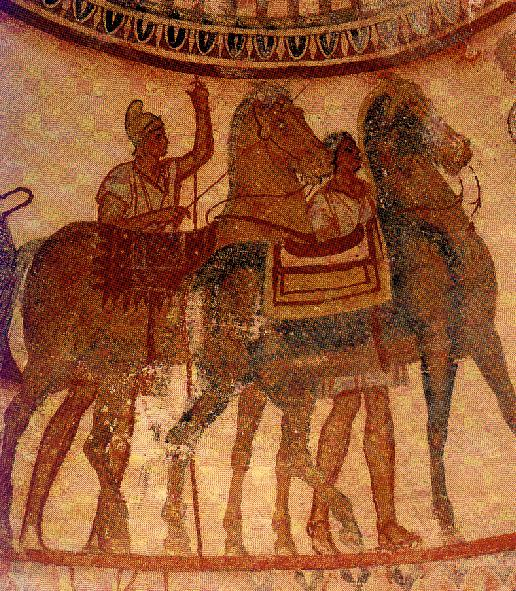
Фрески в Казанлыкской гробнице

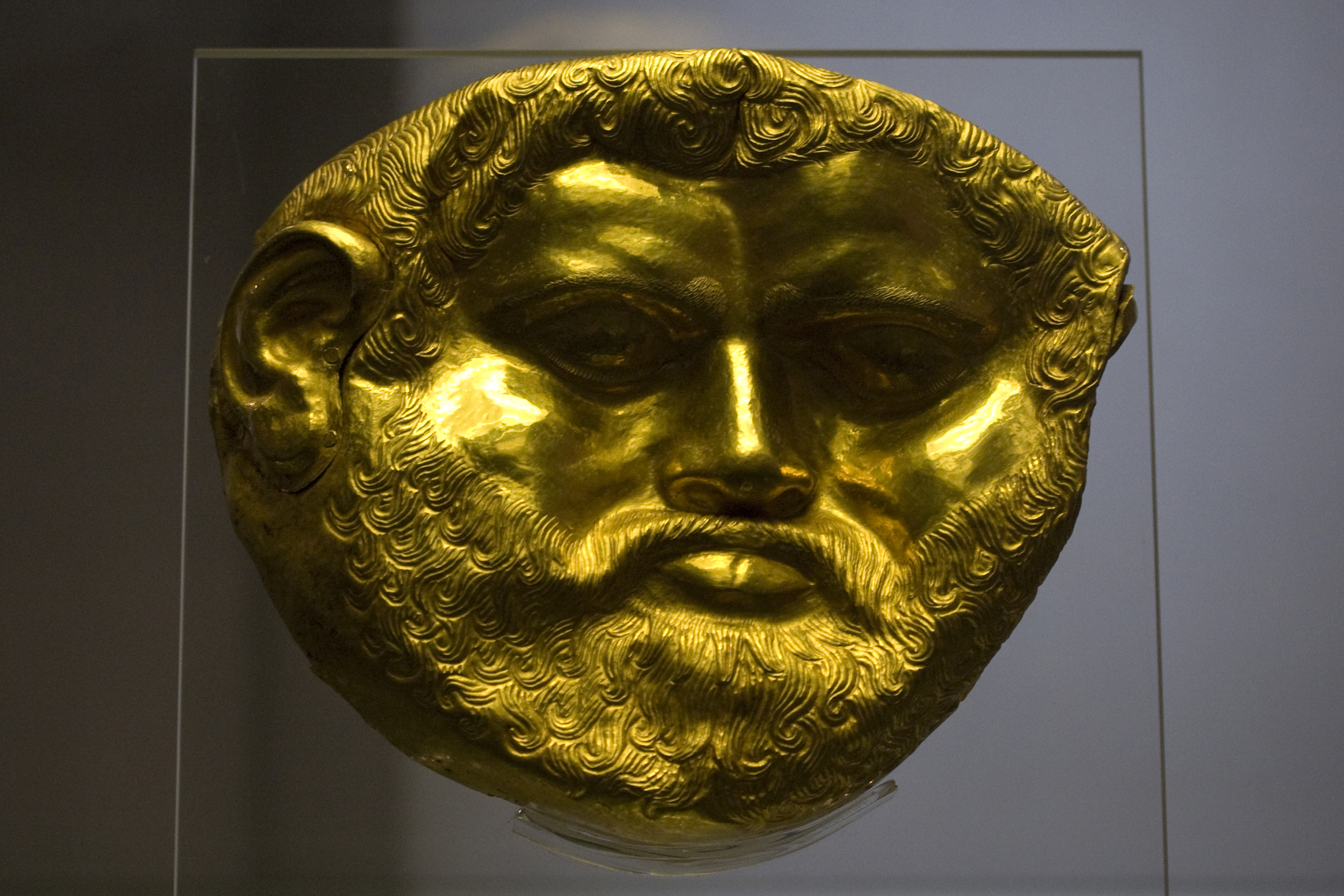
Золотая маска (Светицата)

Среди расскрытых археологических памятников выделяются более 15 могил разной степени сохранности, много богатых погребений. Самые известные следующие:
- Казанлыкская гробница
- Мыглижская гробница
- Оструша
- Сарафова могила
- Светицата
- Голяма Косматка
- Голяма Арсеналка
- Хелвеция
- Грифони
- Шушманец[4]
- Сашова могила
- Далакова могила
- Друмева могила
- Якимова могила